# Corredor Carlos Iván Zúñiga
El Corredor Carlos Iván Zúñiga (nombrado hasta 2021 y conocido popularmente como Corredor Norte) es una moderna autopista panameña, construida en 1998 y atraviesa la Ciudad de Panamá. La carretera conecta el centro de la ciudad con las áreas adyacentes al canal de Panamá así como con las principales zonas urbanas del norte de la ciudad. Luego de muchos retrasos en su construcción, actualmente llega hasta el corregimiento de Tocumen, permitiendo la circunvalación de la ciudad capital a través de su conexión con el Corredor Sur. 
La autopista fue construida, y operada hasta el 5 de octubre de 2012, por PYCSA México, y luego traspasada a la Empresa Nacional de Autopistas (ENA) de Panamá que completó el proceso de compra, quedando su operación a cargo de la empresa Maxipista de Panamá, S.A.

## Costo  de la obra
| Fecha       | Documento         | Monto           | Estimado de ejecución |
| ----------- | ----------------- | --------------- | --------------------- |
| 29-dic-1994 | Contrato No.98-94 | $               |                       |
| 29-dic-1996 | Addenda No.1      | $390.904.693,00 |                       |
| 21-jul-1999 | Addenda No.2      | $503.059.877,00 | 34 meses y 48 meses   |
| 4-jul-2001  | Addenda No.4      | $1.206.296,88   |                       |

### Calles y avenidas
- Avenida Balboa
- Avenida Central
- Calle 50
- Cinta Costera
- Corredor Sur
- Vía España
- Vía Ricardo J. Alfaro
- Vía Israel (Panamá)